# Die Linke
Die Linke (Nederlands: Links) is een Duitse democratisch-socialistische politieke partij, die in 2007 werd opgericht uit een fusie tussen Die Linkspartei (eerder PDS) en WASG. De partij plaatst zichzelf aan de linkerkant van de gevestigde partijen en is vooral populair in de oostelijke deelstaten van Duitsland.
Die Linke zijn sinds 2023 met 28 van de 736 zetels vertegenwoordigd in de Bondsdag. Het voorzitterschap van de partij wordt sinds 2024 gedeeld door Ines Schwerdtner en Jan van Aken. Naar eigen opgave hebben Die Linke 54.214 leden (peildatum 31 december 2022).
Internationaal behoren Die Linke tot de Europese Linkse Partij en maken ze deel uit van de Linkse Fractie in het Europees Parlement.
Op grond van vermeende extremistische opvattingen stond de partij enkele jaren deels onder toezicht van het Bundesamt für Verfassungsschutz.

## Geschiedenis

### Voorgeschiedenis (PDS)
Kort na de val van de Berlijnse Muur verloor de Oost-Duitse communistische partij - de Sozialistische Einheitspartei Deutschlands - 95 procent van haar leden. Zij vormde zich om tot de Partei des Demokratischen Sozialismus (PDS). De PDS behaalde in maart 1990 16,3 procent van de stemmen bij de eerste vrije verkiezingen in Oost-Duitsland, toen nog net de DDR.
Na de hereniging met West-Duitsland behaalde de PDS telkens zetels in de Bondsdag, daarbij geholpen door het feit dat de kiesdrempel van 5% sinds de Duitse hereniging niet meer nationaal, maar ook regionaal bepaald werd. Een grote overwinning behaalde zij in 1998, toen 36 zetels en 5,1 procent van de stemmen werd behaald. Vier jaar daarna werd echter een dieptepunt bereikt, toen de PDS bij de Bondsdagverkiezingen van 2002 maar 2 zetels overhield. De partij ging daarom een gematigdere koers varen en benoemde Lothar Bisky (opnieuw) als voorzitter. Daarna begon de partij weer te groeien en bouwde vooral een basis op in het voormalige Oost-Duitsland. In West-Duitsland bleef de partij klein, zowel bij verkiezingsuitslagen als in ledenaantal. Voor de verkiezingen van 2005 ging zij daarom een lijstverbinding aan met Arbeit & soziale Gerechtigkeit - Die Wahlalternative (WASG). Dit was een nieuw gevormde partij die vooral bestond uit ontevreden leden van de SPD, vakbondsleden en verschillende links-radicalen. In het kader van de samenwerking werd de naam van de partij veranderd in Die Linkspartei (ook wel aangeduid als Die Linke.PDS).
In de aanloop naar de verkiezingen voegde oud-SPD-leider Oskar Lafontaine zich bij Die Linkspartei, waarna hij samen met partijkopstuk Gregor Gysi als aanvoerder werd aangewezen. Gealarmeerd door de populariteit van de partij in de peilingen begonnen de gevestigde politici Die Linkspartei aan te vallen: ze schilderden hen af als “linkse populisten” en beschuldigden hen ervan te flirten met neonazistemmers. Om deze laatste beschuldiging te onderbouwen, werd vaak verwezen naar een uitspraak van Lafontaine vroeg in de campagne, die buitenlandse arbeiders met een term uit de nazitijd (Fremdarbeiter) omschreef als een bedreiging. Uiteindelijk behaalde de partij 53 zetels (8,7 procent van de stemmen) en werd daarmee de vierde partij van Duitsland.

Overzicht van het percentage van tweede stemmen dat Die Linke ontving tijdens de verkiezingen voor de Bondsdag in 2009. De meeste stemmen werden behaald in de districten in de nieuwe Duitse deelstaten en in mindere mate ook in het Saarland.

### De succesjaren van Die Linke
Die Linkspartei en WASG fuseerden op 27 maart 2007 en gingen verder onder de naam Die Linke. De nieuwe partij won snel aan populariteit in het westen van Duitsland door zetels te winnen in de parlementen van Bremen, Hessen en Hamburg. In 2009 behaalde zij tevens 8 zetels en 7,5 procent van de stemmen voor de verkiezingen in het Europees Parlement. Bij de Bondsdagverkiezingen van 2009 profiteerden Die Linke van de electorale instorting van de SPD en behaalden zij 11,9 procent van de stemmen en 76 zetels, een forse groei in vergelijking met het resultaat van Die Linkspartei vier jaar eerder. In 2013 viel het zetelaantal in de Bondsdag terug naar 64, maar in 2017 steeg het opnieuw naar 69.
Federaal bleven Die Linke een oppositiepartij waarmee een samenwerking bij andere partijen gevoelig ligt. Op deelstaatniveau slaagde de partij er echter wel in om met de SPD, en eventueel aangevuld met Bündnis 90/Die Grünen, regeringsdeelnames af te dwingen. Tot 2011 was de partij vertegenwoordigd in de Senaat van Berlijn en ook in de deelstaten Brandenburg (2009–2019), Thüringen (2014–2024), opnieuw Berlijn (2016–2023), Bremen (sinds 2019) en Mecklenburg-Voor-Pommeren (sinds 2021) regeerde de partij mee. In Thüringen leverden Die Linke met Bodo Ramelow zelfs de minister-president. Bij de Thüringer Landdagverkiezingen van 2019 werden Die Linke voor het eerst de grootste partij.
Bij de Bondsdagverkiezingen van 2021 behaalde de partij 4,9% van de stemmen en bleef zo onder de kiesdrempel van 5% die nodig is voor zitting in de Bondsdag. De partij behaalde echter minstens drie directe mandaten in de kiesdistricten en in dat geval vervalt de kiesdrempel. Die Linke kregen 39 van de 736 zetels toebedeeld.

### Afsplitsing door de BSW

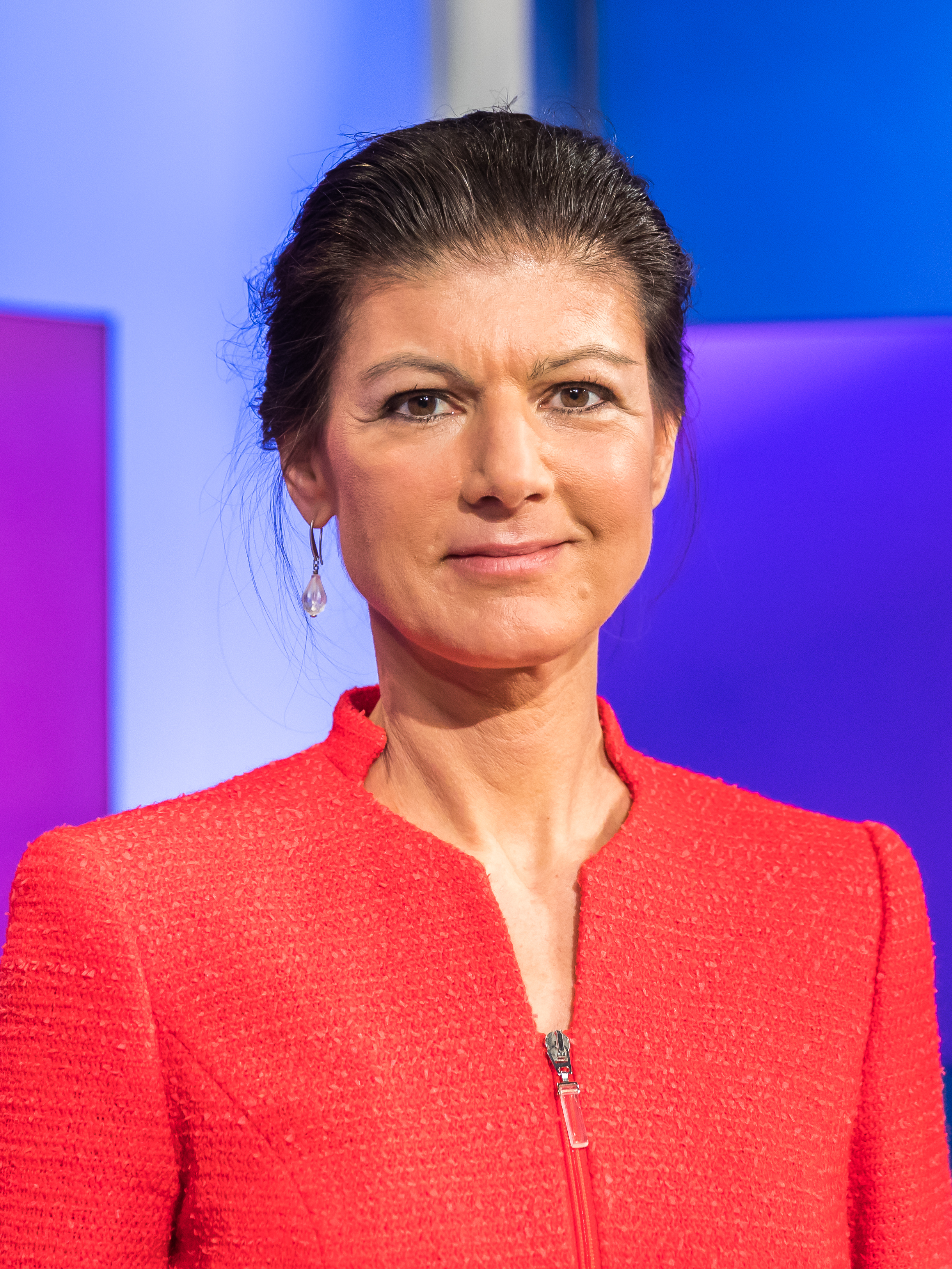
Sahra Wagenknecht

Vanaf 2022 begonnen binnen Die Linke steeds meer meningsverschillen te ontstaan. Het progressieve standpunt ten aanzien van migratie werd door verschillende leden ter discussie gesteld, net als de partijlijn rond de Russische invasie van Oekraïne (de partij legde de verantwoordelijkheid van deze oorlog weliswaar bij Rusland, maar stemde tegen Duitse wapenleveringen aan Oekraïne). In oktober 2023 kondigde Sahra Wagenknecht aan per direct met nog negen parlementariërs uit de Bondsdagfractie van Die Linke te stappen en de nieuwe beweging Bündnis Sahra Wagenknecht (BSW) op te richten. Wagenknecht verklaarde een andere, sociaal-conservatieve en nationalistischere koers te willen varen om te concurreren met de extreemrechtse Alternative für Deutschland (AfD). Met deze stap verloren Die Linke cruciale zetels: de partij viel onder de grens van 37 zetels en raakte daarmee haar status als fractie kwijt. De partij vroeg daarop een groepsstatus aan, waarmee een deel van de debatrechten en financiële steun behouden kon worden.
De BSW werd in januari 2024 officieel opgericht en voor Die Linke een geduchte concurrent. Bij deelstaatverkiezingen later dat jaar leden Die Linke forse verliezen, ten gunste van de partij van Wagenknecht. In Thüringen moesten Die Linke hun plaats in de regering na tien jaar afstaan aan de BSW en in Brandenburg behaalde de partij zelfs (voor de eerste keer in een Oost-Duitse deelstaat) geen enkele zetel.

## Standpunten
Die Linke is democratisch-socialistisch. Er zijn verschillende stromingen binnen de partij, variërend van communistisch tot centrumlinks. De partij had lange tijd geen gedetailleerd verkiezingsprogramma, maar bij de fusie in 2007 was wel een document met de politieke hoofdpunten opgesteld. Het officiële partijprogramma werd in oktober 2011 goedgekeurd. Op financieel-economisch gebied streven Die Linke meer solidariteit en herverdeling van inkomsten na. Dit willen zij doen door arbeiders meer zelfbeschikking te geven, belastingverhogingen voor rijke bedrijven en particulieren, het tegengaan van privatiseren en de introductie van een minimumloon.
De partij is een sterk voorstander van Europese samenwerking. Ook streeft de partij naar een betere democratisering van de Europese instellingen. Daarom is zij ook tegen het Verdrag van Lissabon. Die Linke vindt dat er een sterkere rol in de internationale politiek moet zijn weggelegd voor de Verenigde Naties. Ook hekelt zij elke vorm van militarisme. Zij keerde zich tegen de oorlog in Afghanistan.

## Prominente partijleden

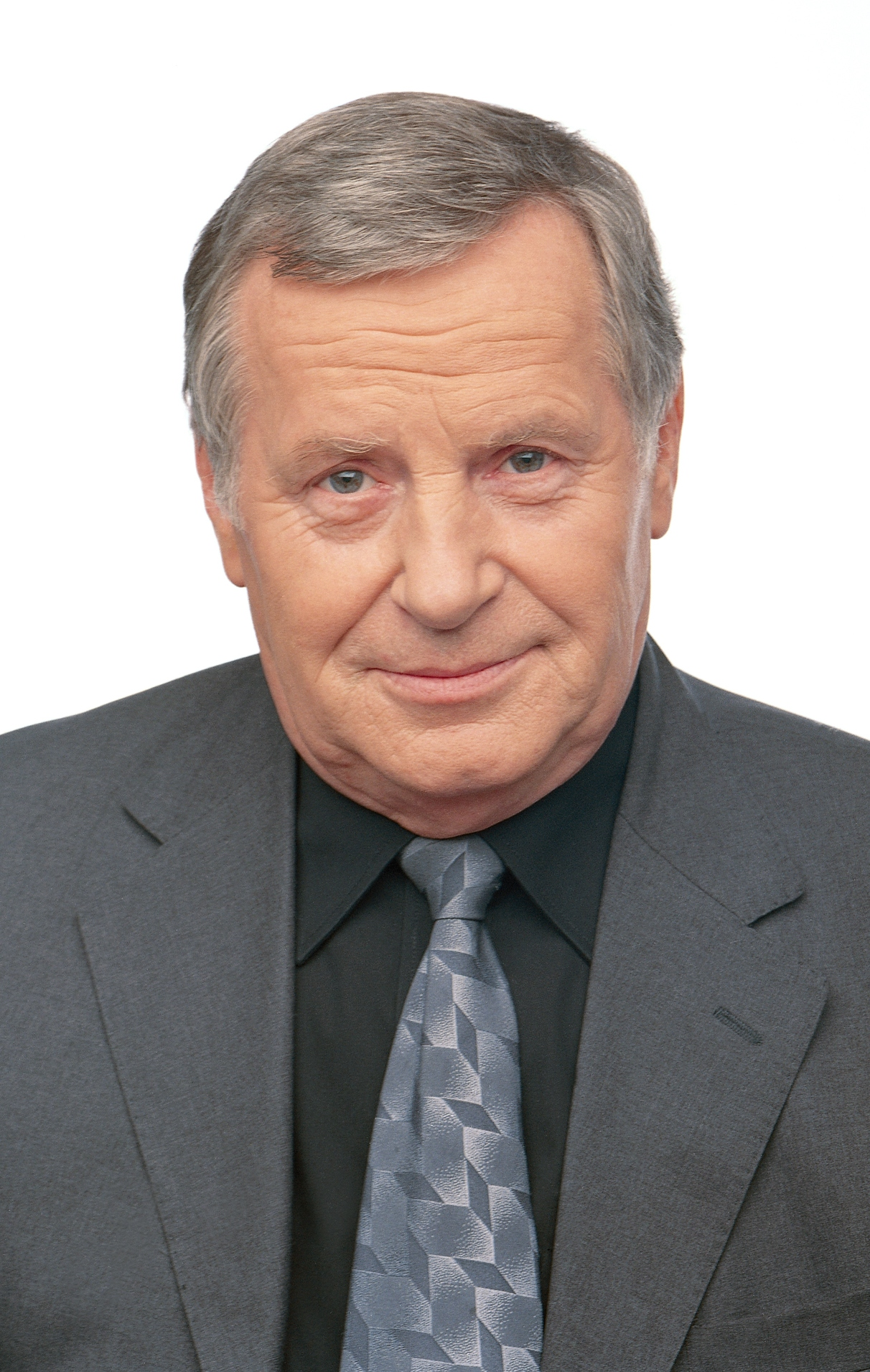
Lothar Bisky

### Fractievoorzitters in de Bondsdag

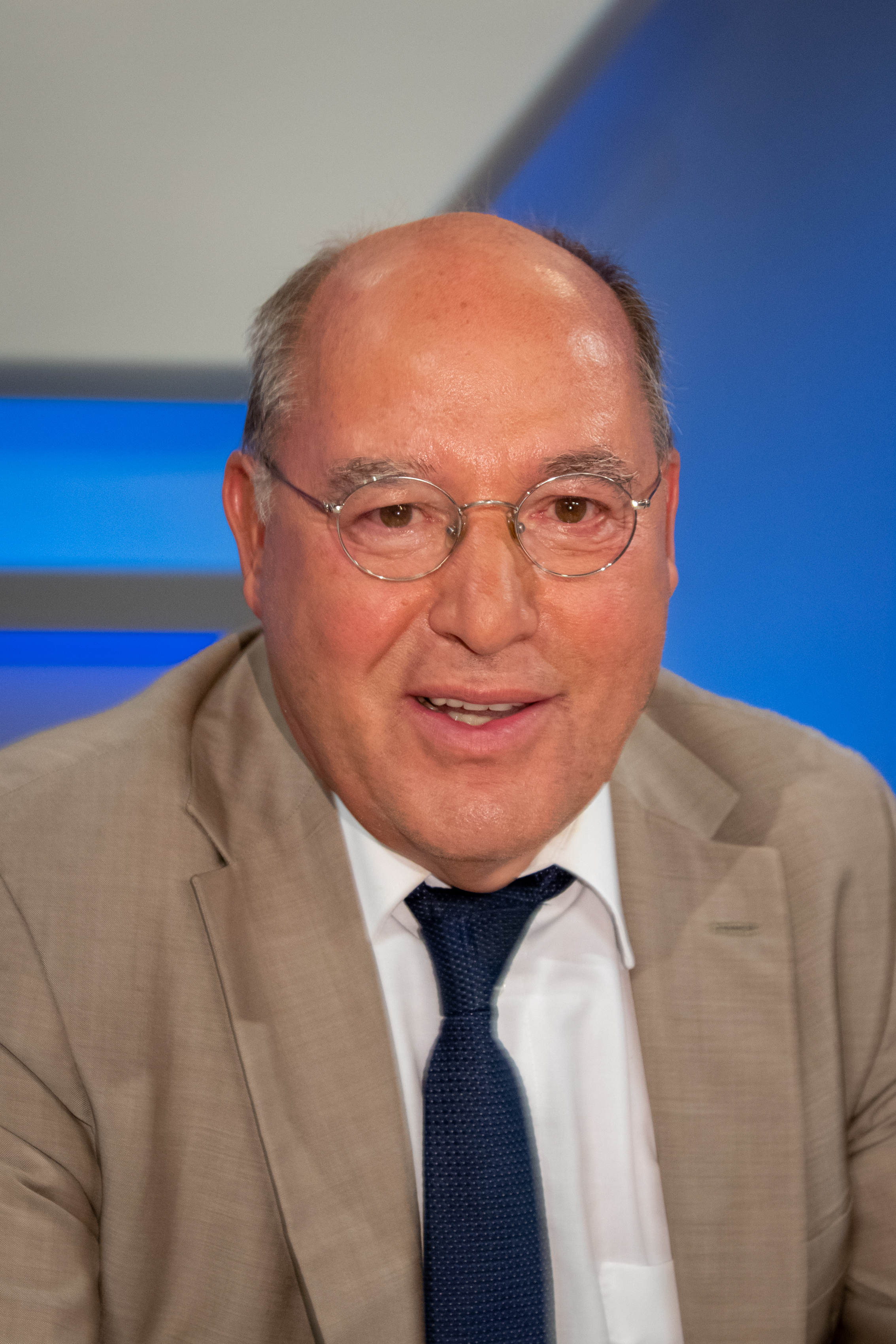
Gregor Gysi